# 平庆铁路
平庆铁路，位于甘肃东部地区，线路全长约92公里，为国家Ⅰ级双线客货共线电气化铁路，自平凉市崆峒区平凉南站引出，经平凉市崆峒区、庆阳市镇原县、西峰区，接入银西高速铁路庆阳站，其中平凉南至白水段沿西平铁路增建二线，长约12公里，设计时速120公里；白水至庆阳段为新建双线铁路，长约80公里，设计时速160公里。全线共设平凉南、白水、镇原、北石窟、庆阳5座车站，其中平凉南、庆阳为既有车站，其余为新建车站，建设工期4.5年。

## 历史
2019年8月27日，平庆铁路召开可行性研究评审会，并顺利通过评审。
2021年9月10日，平庆铁路环境影响评价信息第一次公示。
2022年11月21日，环评第二次信息公告。
2023年3月16日，国铁集团联合甘肃省政府联合批复平庆铁路可行性研究报告。10月，初步设计获国铁集团和甘肃省政府联合批复。
2024年1月3日，平凉至庆阳铁路开工建设。